# Dicranum fragillimum
Dicranum fragillimum là một loài rêu trong họ Dicranaceae. Loài này được Warnst. mô tả khoa học đầu tiên năm 1915.